# Telkibányai Király-hegy
Telkibányai Király-hegy este o arie protejată (arie specială de conservare — SAC, sit de importanță comunitară — SCI) din Ungaria întinsă pe o suprafață de 182,09 ha, integral pe uscat.

## Localizare
Centrul sitului Telkibányai Király-hegy este situat la coordonatele 48°28′52″N 21°24′09″E / 48.481111°N 21.4025°E.

## Înființare
Situl Telkibányai Király-hegy a fost declarat sit de importanță comunitară în mai 2004 pentru a proteja 4 specii de animale. Situl a fost protejat și ca arie specială de conservare în februarie 2010.

## Biodiversitate
Situată în ecoregiunea panonică, aria protejată conține 8 habitate naturale: Fânețe de joasă altitudine (Alopecurus pratensis, Sanguisorba officinalis), Păduri de fag Asperulo-Fagetum, Păduri aluvionare cu Alnus glutinosa și Fraxinus excelsior (Alno-Padion, Alnion incanae, Salicion albae), Păduri panonice cu Quercus petraea și Carpinus betulus, Păduri de fag Luzulo-Fagetum, Fânețe montane, Păduri panonice-balcanice de stejar turcesc - stejar sesil, Liziere de ierburi înalte hidrofile de câmpie și de nivel montan până la alpin.
La baza desemnării sitului se află mai multe specii protejate:
- amfibieni (1): izvoraș-cu-burta-galbenă (Bombina variegata)
- nevertebrate (3): Carabus zawadzkii, Cucujus cinnaberinus, Rosalia alpina

Pe lângă speciile protejate, pe teritoriul sitului au mai fost identificate 3 specii de plante, 3 specii de amfibieni, 1 specie de mamifere, 1 specie de nevertebrate.